# Marvell Technology
Marvell Technology, Inc. — американська компанія — розробник напівпровідникової продукції, зі штаб-квартирою у місті Санта-Клара. Компанія має центри розробки у Канаді, Європі, Ізраїлі, Індії, Сингапурі та Китаї, проте не володіє власними виробничими потужностями.

## Історія
Marvell була заснована у 1995 році доктором Сехатом Сутарджа (англ. Sehat Sutardja), його дружиною Вейлі Дай (англ. Weili Dai) та його братом Пантасом Сутарджа (англ. Pantas Sutardja). Вони працювали над розробкою першого продукту — КМОН-каналу зчитування для жорстких дисків. Першим клієнтом стала компанія Seagate Technology. Під час первинного публічного розміщення акцій 27 червня 2000 року було залучено 90 мільйонів доларів.
У квітні 2016 року генеральний директор Сехат Сутарджа та президент Вейлі Дай були відсторонені від своїх посад після того, як фонд активістів Starboard Value придбав близько 7 відсотків акцій компанії.
У липні 2016 року Marvell призначила Метта Мерфі своїм новим президентом та генеральним директором.
6 липня 2018 року Marvell завершила поглинання компанії Cavium, Inc. Того ж дня було оголошено про призначення Сайеда Алі (співзасновника Cavium, Inc. та колишнього президента і генерального директора компанії), Бреда Басса (директора Cavium, Inc.) та Едварда Френка (директора Cavium, Inc.) до ради директорів Marvell.
У квітні 2021 року компанія Marvell завершила придбання корпорації Inphi Corporation. У рамках цієї угоди Marvell була реорганізована, і об'єднана компанія зареєстрована у Вілмінгтоні, штат Делавер.
У вересні 2023 року Marvell Technologies уклала угоду про розширення в місті Пуне, Індія.